# Hamtoren
De Hamtoren is het restant van kasteel Den Ham in het Utrechtse Vleuten. De toren ligt ten noorden van de spoorlijn Utrecht - Rotterdam aan een oude weg naar Harmelen.

## Geschiedenis
Het voor het eerst in een oorkonde uit 1325 vermelde kasteel is in eerste instantie als woontoren gebouwd. Vermoed wordt dat het rond 1260 is gebouwd waarbij strategisch voor een inham van de oude Rijnloop werd gekozen omdat het daarmee beter verdedigbaar werd. Met de toren kon de eigenaar macht uitoefenen op de omgeving.
Meermaals werd Den Ham inzet van strijd. In 1481 werd het gedeeltelijk verwoest, daarna werd het uitgebreid met onder meer een tweede toren. In 1536 erkenden de Staten van Utrecht het als ridderhofstad, de bewoners werden dan tot de Ridderschap toegelaten. In 1642 werd het poortgebouw dat toegang geeft tot Den Ham, verbouwd. Door huwelijk in 1711 kwam het kasteel in bezit van de familie Hacfort; het zou dat tot 1811 blijven.
Rond 1872 was het kasteel in vervallen toestand en werd het, op het fundament van de oorspronkelijke toren en de later toegevoegde toren na, afgebroken. Zo'n 100 jaar later werd de enige overgebleven toren gerestaureerd, en rond 2020 nogmaals. Bij die laatste restauratie is o.a. het aantal kinderbinten (vloerbalken) verhoogd naar het oorspronkelijk aangelegde aantal en zijn de gemakken (geveltoiletten in de muur) weer teruggeplaatst. Vandaag de dag is de toren privé-bezit en slechts hoogst zelden te bezichtigen.
De omgrachte toren heeft anderhalve meter dikke bakstenen muren van zo'n 27 meter hoog. Bovenop is onder meer een omloop aangebracht en de totale hoogte bedraagt circa 35 meter. Binnenin telt het zes verdiepingen en een kelder waarbij middeleeuwse balklagen bewaard zijn gebleven.

## Afbeeldingen

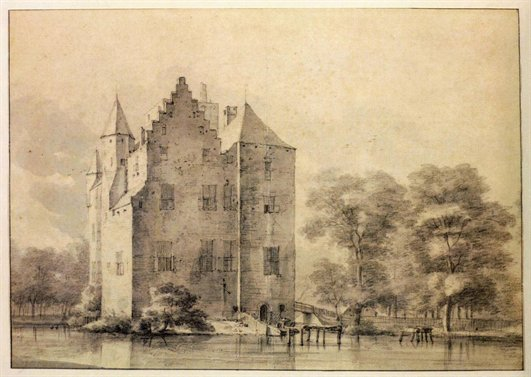
De ridderhofstad Den Ham in 1646-1647 afgebeeld vanuit het oosten door Roelant Roghman
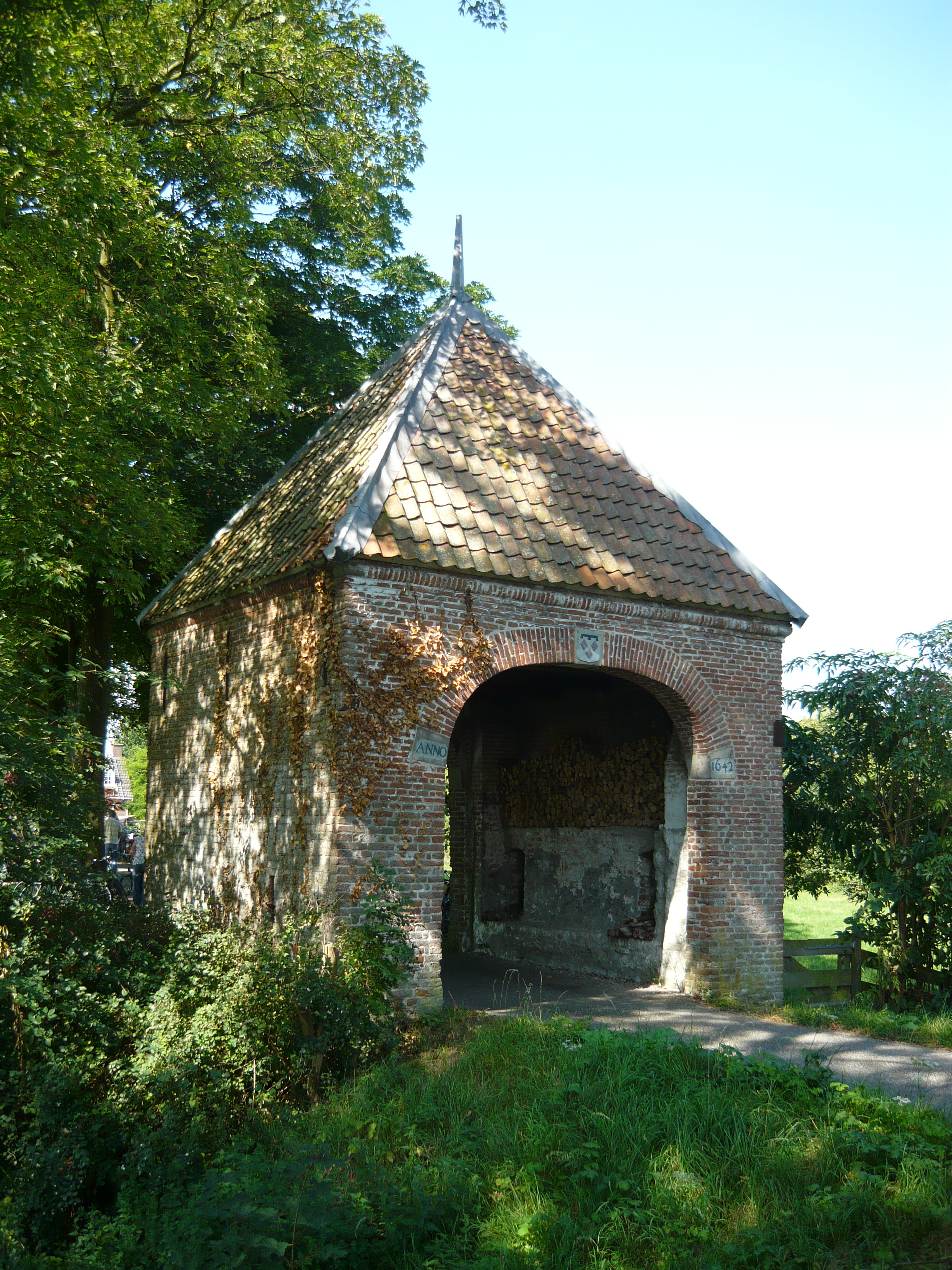
Poortgebouw bij de toren
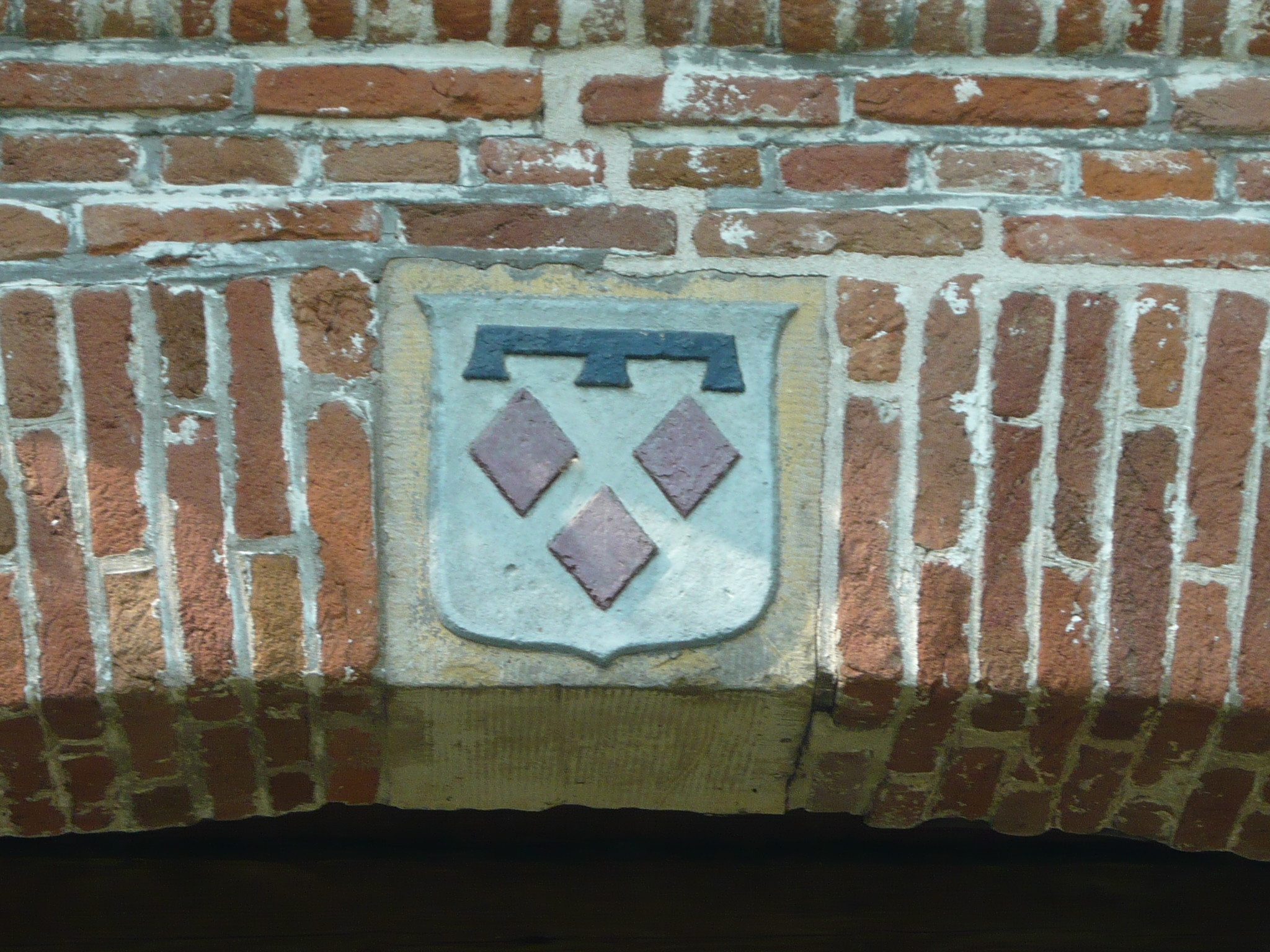
Wapen van Den Ham/ Utenham in een sluitsteen van het poortgebouw
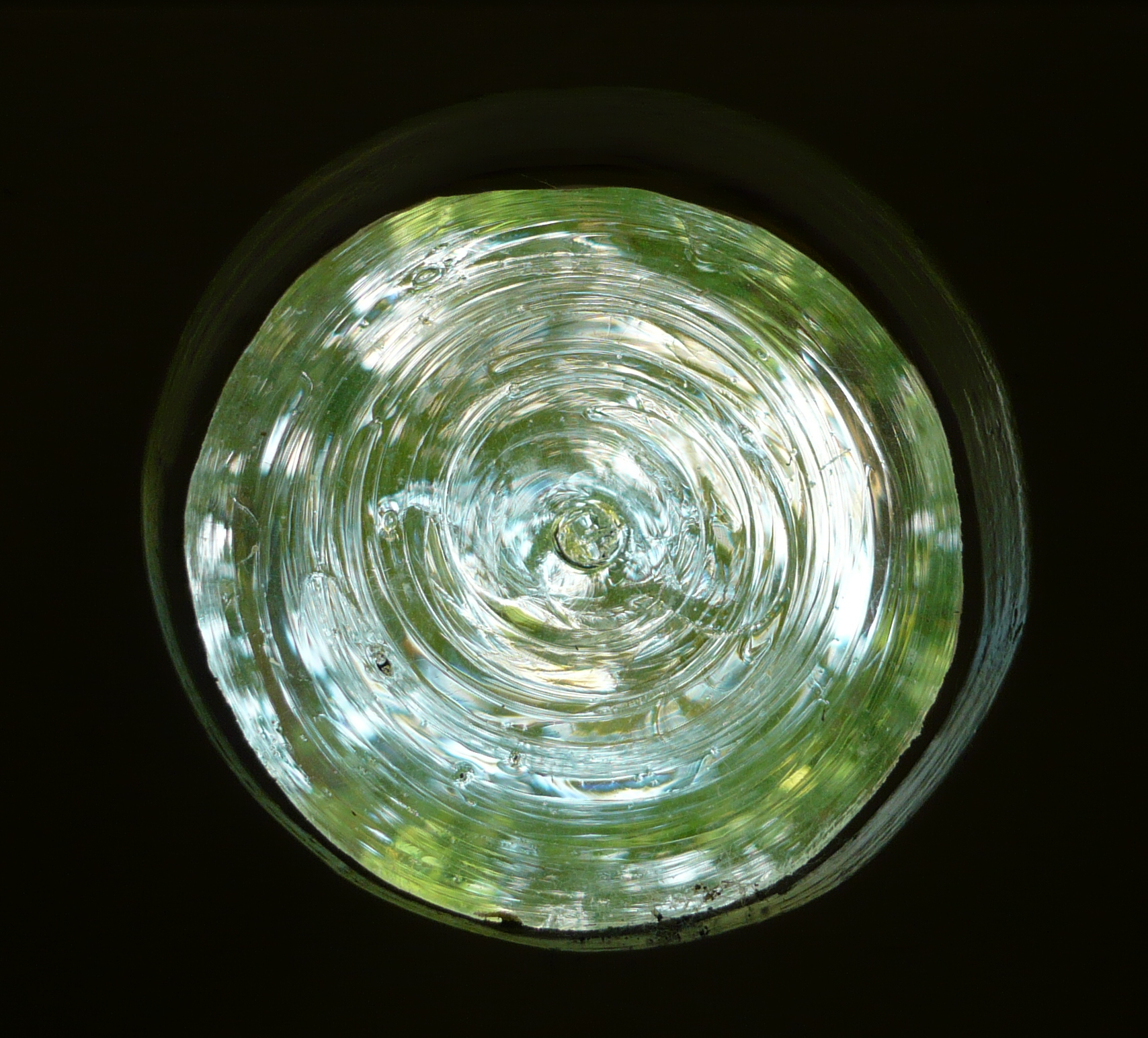
Kroonglas in de toren